# Nada Valgo Sin Tu Amor
"Nada Valgo Sin Tu Amor" – utwór stworzony i wykonywany przez kolumbijskiego muzyka Juanesa, pochodzący z trzeciego albumu Mi Sangre.
W 2005 piosenka zdobyła Latin Grammy Awards w kategorii Najlepsza Piosenka Rock.

## Lista utworów
1. "Nada Valgo Sin Tu Amor" – 3:16